# Морски трепачи
„Морски трепачи“ (на английски: Down Periscope) е американска военна комедия от 1996 г. на режисьора Дейвид С. Уорд, и участват Келси Грамър, Лорън Холи, Роб Шнайдер, Хари Дийн Стантън, Брус Дърн, Уилям Мейси и Рип Торн.